# NGC 1170
NGC 1170 is een niet bestaand object in het sterrenbeeld Ram. Het hemelobject werd op 31 december 1869 ontdekt door de Amerikaanse astronoom Charles Peirce. Mogelijk zou Peirce een gedeelte van komeet 1869 III (de periodieke komeet 11P/Tempel) hebben waargenomen.